# Japan i olympiska sommarspelen 1920
Japan deltog med 15 deltagare vid de olympiska sommarspelen 1920 i Antwerpen. Totalt vann de två silvermedaljer.

## Medaljer

### Silver
- Ichiya Kumagae  - Tennis, singel.
- Ichiya Kumagae och Seiichiro Kashio - Tennis, dubbel.